# Geranium atlanticum
Geranium atlanticum är en näveväxtart som beskrevs av Pierre Edmond Boissier. Geranium atlanticum ingår i släktet nävor, och familjen näveväxter. Inga underarter finns listade i Catalogue of Life.